# 趙子立

趙 子立（ちょう しりつ）は中華民国の軍人、中華人民共和国の政治家。字は一峰。国民革命軍の軍人で日中戦争で主に活躍、国共内戦の最終盤で中華人民共和国へと転じた。

## 事績

### 日中戦争から国共内戦へ
18歳の時に西北軍（国民軍）に兵士として加入する。1927年（民国16年）冬、南京に赴き、中央陸軍軍官学校第6期工兵科に入学した。1929年（民国18年）に卒業し、国民革命軍に入隊、数年後に士官にまで上りつめている。1935年（民国24年）、陸軍大学で学び、翌年に陸軍工兵少校、1937年（民国26年）5月に工兵中校となった。
日中戦争（抗日戦争）勃発後、第52軍で中校連絡参謀となり、まもなく上校参謀に昇進した。その後、陸軍大学に復学して、1938年（民国27年）7月に同大学正則班を第14期生として卒業している。同年8月、第1兵団総部少将高級参謀兼作戦科長に任ぜられ、武漢防衛戦や贛北戦役に参戦した。1939年（民国28年）、第9戦区司令長官部（長官：薛岳）参謀処少将副処長兼作戦科長となり、さらに参謀処処長、参謀長へと昇進している。1944年（民国33年）夏、薛岳が第4次長沙会戦で日本軍に敗北、長沙を失陥した。この際に、敗戦の責任を問われて趙子立は収監、重慶へ移送されるが、最終的には無罪となる。
釈放後の趙子立は陸軍大学に戻り、将官班第1期で訓練を受けた。1945年（民国34年）1月、将官班を卒業し、翌月には第5戦区司令長官部参謀処処長に任ぜられ、まもなく参謀長に昇進している。日中戦争終結後の同年12月、鄭州綏靖公署（主任：劉峙）中将参謀長に任命された。しかし翌1946年（民国35年）9月、鄭州綏靖公署所属の整編第3師が中国人民解放軍に定陶で殲滅された責めを負い、劉と趙は罷免されてしまう。

### 起義と晩年
1947年（民国36年）、趙子立は陸軍大学兵学研究院中将兵学教官兼乙級将官班主任に起用された。1948年（民国37年）、第5綏靖区副司令官兼河南省保安副司令に任命される。9月、河南省政府委員（省政府主席：張軫）、12月には豫東行署主任もそれぞれ兼ねた。1949年（民国38年）4月、第19兵団（司令：張軫）副司令兼第127軍軍長に任ぜられ、人民解放軍を迎撃することになる。ところが5月に張が起義（反国民党蜂起）を行って国民党側から離脱、そのため趙が後任の河南省政府主席代理に任命された。趙にはもはや人民解放軍を迎撃する余力もなく、部隊を率いて重慶へ撤退する。そして12月25日、趙もまた四川省の巴中で起義を宣言した。
中華人民共和国での趙子立は西南軍政大学高級研究班に入学、卒業後は南京軍事学院で高級系第1組戦術教師を務めた。1953年に反革命を疑われて捜査対象となったが、後に無実を証明される。1961年、中国人民政治協商会議全国文史専員となった。1975年3月、起義人員として政府から承認される。1978年、政治協商会議第5期全国委員会委員となり、1983年に同全国委員会第6期常務委員に昇任した。1988年、第7期でも同じく常務委員を務め、さらに中国国民党革命委員会（民革）で中央監察委員会常務委員となる。1992年2月1日、北京市で病没。享年85。

## 注
1. ↑  徐主編（2007）、2263頁による。劉国銘主編（2005）、1670頁は1909年とする。
2. 1 2 3 4 5  徐主編（2007）、2263頁。
3. ↑  劉国銘主編（2005）、1670-1671頁。
4. 1 2 3  劉国銘主編（2005）、1671頁。
5. ↑  以上、徐主編（2007）、2263頁による。劉国銘主編（2005）、1671頁によると、趙子立は起義直後に逮捕され、1975年にようやく特赦を受けたとされる。